# Нова Спарта
Нова Спарта — селище в Україні, у Середино-Будській міській громаді Шосткинського району Сумської області. Населення становить 32 осіб. До 2020 орган місцевого самоврядування — Жихівська сільська рада.
Після ліквідації Середино-Будського району 19 липня 2020 року село увійшло до Шосткинського району.

## Географія
Село Нова Спарта знаходиться на правому березі річки Бичиха, вище за течією на відстані 5 км розташоване село Новосовське (ліквідоване в 1988 р.). На відстані 3 км розташоване село Жихове.
Понад селом протікає річка Роглазна.

## Символіка
На гербі зображений спартанський шолом, що вказує на назву поселення (герб є промовистим). Два колоски під шоломом вказують на те, що село було засноване для догляду за полями.

## Історія
Село створено в 1926 році для догляду за полями. До 5 березня 1943 року село називалось Спарта, але його було спалено німцями, і тому після відбудови його назвали Нова Спарта. Того дня загинули 87 осіб.
12 червня 2020 року, відповідно до Розпорядження Кабінету Міністрів України № 723-р «Про визначення адміністративних центрів та затвердження територій територіальних громад Сумської області» увійшло до складу Середино-Будської міської громади.
19 липня 2020 року,  в результаті адміністративно-територіальної реформи та ліквідації Середино-Будського району, село увійшло до Шосткинського району.